# Salomon Glacier
Salomon Glacier är en glaciär i Sydgeorgien och Sydsandwichöarna (Storbritannien). Den ligger i den nordvästra delen av Sydgeorgien och Sydsandwichöarna. Salomon Glacier ligger 253 meter över havet.
Terrängen runt Salomon Glacier är kuperad åt sydost, men åt nordväst är den bergig. Havet är nära Salomon Glacier åt sydost.  Det finns inga samhällen i närheten. 